# Православие
Правосла́вие (калька с греч. ὀρθοδοξία, дословно — «правильное славление (прославление)», исторически, по смыслу — «правильное мнение») — одно из основных и древнейших направлений в христианстве, сложившееся на протяжении первого тысячелетия в Византии, в эпоху семи Вселенских соборов. Занимает третье место по численности (около 300 млн человек) среди христианских конфессий после католицизма (1,25 млрд) и протестантизма (800 млн).
Православие, по смыслу слова, рассматривающее себя — в отличие от ересей — как исповедание истинной апостольской веры, запечатлённой в Священном Писании и Священном Предании, есть вероучение Православной церкви, под которой понимается сообщество административно независимых друг от друга автокефальных поместных церквей.
Православная церковь исповедует Никео-Цареградский Символ веры без филиокве, признаёт догматические определения и постановления семи Вселенских соборов, рассматривает себя как единственную, кафолическую церковь, основатель и глава которой — Иисус Христос.
Православие в настоящее время является преобладающей конфессией в следующих странах: Россия, часть стран Балканского полуострова (Греция, Сербия, Болгария, Румыния, Северная Македония, Черногория), Украина, Беларусь, Молдова, Грузия, Кипр.

## Происхождение и богословский смысл термина
Исторически, а также в богословской литературе «православие» обозначает официально одобренное кафолической церковью учение — в противоположность ереси. Термин появляется как антоним к слову «гетеродоксия» («инославие»), которым обозначались «иные», или нецерковные, богословские взгляды разного рода еретиков и тех учителей, мнения которых Церковь по каким-либо причинам отвергала. В христианском контексте слово «православие» (греч. ὀρθοδοξία) встречается уже в сочинениях апологетов II века (в частности, Климента Александрийского). Терминологическое значение за ним закрепляется у Евсевия Кесарийского (III в.), официально впервые фиксируется в актах Халкидонского (IV Вселенского) Собора (451 год), а со времени Юстиниана (VI век) слово «православие» употребляется достаточно широко для обозначения богословских взглядов, относительно которых существует мнение, что они точно соответствуют Евангелию и учению Церкви. В доктринальных документах термин иногда употреблялся как синоним термина «кафолический» (греч. καθολικός). В этом смысле он применяется также римско-католической церковью, в том числе и в её литургических текстах, а для нехалкидонских древневосточных православных церквей даже является частью их общепринятого названия.
По определению профессора Императорской Санкт-Петербургской Духовной Академии Н. Н. Глубоковского: «православие есть „правое исповедание“ — ορθο-δοξία — потому, что воспроизводит в себе весь разумеемый объект, само видит и другим показывает его в „правильном мнении“ по всему предметному богатству и со всеми особенностями».
Объяснение термина «православие» как «правильный способ славить Бога» (аллюзия к литургической практике) признаётся несостоятельным этимологически и ошибочным по смыслу, хотя может встречаться в популярной литературе и даже в высказываниях церковных иерархов как выражение принципа Lex orandi, lex credendi.

### История термина на территории Руси
Слово «православие» встречается в наиболее раннем сохранившемся списке «Повести временных лет», входящем в состав Лаврентьевской летописи, датируемой 1377 годом.
Также оно встречается в наиболее раннем полностью сохранившемся списке «Слова о законе и благодати» (1037—1050) митрополита Илариона, датируемом второй половиной XV века:

Хвалить же похвалныими гласы Римьскаа страна Петра и Паула, имаже вѣроваша въ Исуса Христа, Сына Божиа; Асиа и Ефесъ, и Патмъ Иоанна Богословьца, Индиа Фому, Египетъ Марка. Вся страны и гради, и людие чтуть и славять коегождо ихъ учителя, иже научиша я́ православнѣи вѣрѣ.

Согласно И. И. Срезневскому, термин «православие» в XIV—XVI веке употреблялся в таких значениях как «благочестие», «православная вера» и «православная община».
В русском языке, в научной литературе, термины «православие (православный)» и «ортодоксия (ортодоксальный)» употребляются как синонимы в исконном значении — для обозначения сторонников Никейского символа веры («никейцев») как противопоставление арианам, а также для ортодоксальной стороны в дальнейших церковных спорах — монофизитском, иконоборческом. Для обозначения «православия» в узком смысле, после XI века, как вероучения Православной церкви, в русском языке слова «ортодоксия», «ортодоксальный» не используются, хотя такое словоупотребление иногда встречается в светской и переводной литературе.

## Развитие вероучения
Православная церковь рассматривает всю историю единой Церкви до Великого раскола (1054) как часть своей истории. Православное вероучение восходит к апостольским временам (I век). Впоследствии формулировалось о́росами (дословно — границами, вероучительными определениями) Вселенских, а также некоторых Поместных соборов. Православие не признаёт постановлений Соборов, которые созывались Римской церковью после раскола, включая и те, где присутствовали представители Восточных патриархатов, например Ферраро-Флорентийский собор.
Первые два Собора созывались правившими в Константинополе императорами единой Римской империи, а остальные — Ромейскими (Византийскими) императорами, после ликвидации Западной Римской империи в 476 году считавшими себя единственными законными римскими императорами, и обычно проходили под их административным председательством.
| Год                | Событие                                                                            | Итоги |
| 325                | Первый (Никейский) Вселенский собор                                                | Составлен Никейский Символ веры, утверждающий, в частности, догмат Единосущия Сына с Отцом и Святым Духом; осуждено арианство и другие учения, отрицающие Никейский символ веры. Важную роль сыграл святой Афанасий Великий. |
| 381                | Второй Вселенский собор                                                            | Подтверждено равенство Святого Духа с Отцом и Сыном; сформулирована окончательная в Православии редакция Никео-Цареградского Символа веры. |
| 431                | Третий (Ефесский) Вселенский собор                                                 | Осуждены ереси Нестория и Пелагия, осуждённого ранее на Карфагенских соборах 416 года; утверждено именовать Деву Марию Богородицею (греч. Θεοτόκος). |
| 451                | Четвёртый (Халкидонский) собор                                                     | Осуждены ереси несторианства и монофизитства (ересь архимандрита Евтихия). Утверждён догмат о том, что Иисус Христос есть истинный Бог и истинный человек, во всём подобен нам, кроме греха; Он имеет только одно Божественное Лицо-ипостась (Бог Сын) — в воплощении два естества (Божественное и человеческое) соединились в Нём «неслитно и неизменно, нераздельно и неразлучно» — томос папы римского Льва. |
| 553                | Пятый Вселенский собор                                                             | Осуждено учение об апокатастасисе, персонально осуждён один из авторитетов Антиохийской школы — учитель Нестория Феодор Мопсуестийский, осуждены все его сочинения, осуждены также как близкие к несторианству некоторые написанные до Халкидонского собора сочинения блаженного Феодорита Кирского и одно из писем Ивы Эдесского, а также персонально осуждены Платон, Ориген, многие их последователи из Александрийской богословской школы.                                                                            |
| 680                | Шестой Вселенский собор                                                            | Осуждено монофелитство. К Собору примыкает Трулльский собор, составивший кодекс канонического права Церкви на Востоке. |
| Середина VIII века |                                                                                    | Иоанн Дамаскин составил «Точное изложение Православной веры» — первую богословскую систематизацию христианского вероучения. |
| 787                | Седьмой Вселенский собор                                                           | Восстановлено иконопочитание (ранее анафемствовавшееся на Константинопольском соборе в 754 году, его решения были отменены); честь, воздаваемая образу, переходит к Первообразу (т. е. к Богу, по образу Которого созданы все люди (Быт. 1:27). Так изображённые на иконах — святые, наиболее полно раскрыли в себе образ Божий), и почитающие икону почитают личность, изображаемую иконой. |
| 11 марта 843       | Торжество православия                                                              | После Поместного собора в Константинополе, созванного императрицей Феодорой для окончательного восстановления иконопочитания, состоялись церковные торжества, получившие название «Торжество православия». Были произнесены анафемы на иконоборцев и других еретиков. Данный чин по настоящее время совершается ежегодно в Неделю Торжества Православия (первая Неделя Великого поста). Анафематизмы и многолетия чина могут рассматриваться в качестве формулы Православия как веры Церкви (греч. πίστις τῆς εκκλησίας). |
| 879                | Поместный (у греков часто именуется Восьмым Вселенским) собор в храме Святой Софии | Восстановление на патриаршем престоле Фотия; осуждение Filioque и каких бы то ни было изменений в Символе веры. |
| 1335—1341          | Полемика святителя Григория Паламы с Варлаамом                                     | Подтверждение возможности созерцания человеком нетварного Фаворского света и непосредственного общения человека с энергиями Бога, единения с Ним и бесконечного Обо́жения. |

## Основные догматические и канонические положения

### Догматика
Вероучение базируется на Священном Писании (то есть Библии) и Священном Предании, которое включает, в частности, постановления Вселенских Соборов. Основной, используемый в богослужебном обиходе, догматический документ — Никео-Цареградский Символ веры (без филиокве), утверждающий:
- Спасение через испове́дание веры «во единаго Бога» (1-й член Символа).
- Равенство Лиц Святой Троицы: Бога Отца, Бога Сына, Духа Святого и одинаковое поклонение Им и прославление Их (2, 8‑й члены Символа), единосущие Бога Отца и Бога Сына.
- Исповедание Иисуса — Христо́м, Го́сподом и Сыном Божиим, рождённого от Бога Отца прежде начала времени (2‑й член Символа).
- Боговоплощение (3‑й член Символа).
- Веру в распятие за людей, телесное воскресение, вознесение и предстоящее второе пришествие Иисуса Христа, всеобщее воскресение и «жизнь будущего века» (5, 6, 7, 11, 12‑й члены Символа).
- Исповедание Святого Духа Господом, дающим жизнь и исходящим от Бога Отца (8‑й член Символа).
- Веру в единство, святость и кафоличность Церкви (9‑й член Символа). Глава Церкви — Иисус Христос (Еф. 5:23).
- Необходимость единократного крещения для оставления грехов (10‑й член Символа).

Кроме того, на I Вселенском соборе был утверждён Никейский символ веры, утверждающий единосущие Святого Духа Богу Отцу и Богу Сыну, а также истину, что Бог Отец — Свет, а Бог Сын — Свет от Света, на IV Вселенском соборе был утверждён догмат о двух естествах Иисуса Христа: божественном и человеческом, на VI Вселенском соборе — догмат о двух волях и двух действиях Иисуса Христа: божественных и человеческих. На VII Вселенском соборе был провозглашён догмат об иконопочитании.

### Устройство и основные канонические нормы
Основные канонические нормы и институты:
- Иерархическое священство (клир), имеющее 3 степени: епископ, пресвитер, диакон[30]. В настоящее время клирики в православии — всегда лица мужского пола. В древней церкви женщины служили в чины диаконис[31]. Необходимое условие законности иерархии — прямое канонически законное апостольское преемство через непрерывную последовательность рукоположений. Каждый епископ (вне зависимости от титула, которым он обладает) имеет полноту канонической власти в пределах своей юрисдикции (епархии). Хотя каноны запрещают лицам священного сана «вдаватися в народныя управления» (81-е[32] и 6-е Правила святых Апостолов[33], а также 11-е Правило Двукратного Собора и др.), в истории были отдельные эпизоды, когда православные епископы стояли во главе государства (наиболее известны православные римские папы I тысячелетия нашей эры, новгородские архиепископы, владыки Негоши в Черногории, Президент Албании Фан Ноли, Президент Кипра Макарий III) или обладали значительными полномочиями гражданской власти (Константинопольские Патриархи в Оттоманской империи в роли милет-баши, то есть этнарха православных подданных султана).
- Институт монашества. Включает в себя так называемое чёрное духовенство, играющее ведущую роль во всех сферах жизни Церкви с IV века. Представители чёрного духовенства могут избираться на епископское служение в Церкви[30][34].
- Установленные календарные посты: Великий (предпасхальный 40-дневный[35]), Петров, Успенский, Рождественский, вместе с праздниками, составляющие литургический год.

## Богослужение

### Общие сведения
Исторически православие допускало использование различных обрядов, но после раскола в Церкви утвердилось почти исключительное использование византийского обряда. Литургия — главное богослужебное последование, во время которого совершается таинство евхаристии, как и в других христианских традициях, состоит из литургии оглашенных и литургии верных (их главные элементы — чтение Евангелия, и Анафора соответственно). Причащение совершается под двумя видами (Телом и Кровью Иисуса Христа). Для таинства используется вино (в русской традиции — кагор) и квасной хлеб — просфора.
Исторически сложившееся в Византии общественное (церковное) богослужение заключает в себе четыре богослужебных круга: суточный, седмичный, неподвижный годовой и подвижный годовой круг, сформировавшийся вокруг праздника Пасхи.
С первой половины XX века в США и некоторых других странах существуют православные приходы (преимущественно в Антиохийской православной церкви и Русской православной церкви заграницей), практикующие западные обряды.

### Таинства в Православной церкви
Сформулированное вычленение из богослужения семи таинств было сделано в латинском схоластическом богословии: учение о семи таинствах было соборно утверждено в римо-католичестве на Флорентийском и Тридентском соборах Римской церкви (Тридентский собор принял канон, согласно которому предаются анафеме все, кто учит, что таинств больше или меньше семи). В конце XVI века это учение стало печататься в книгах, изданных православными авторами, что было вызвано тем, что православные учились в католических учебных заведениях и копировали это учение, а также начавшейся в Константинополе богословской полемикой с протестантами, а в Москве — сильным влиянием киевской школы (Киево-Могилянская академия) на зарождающееся академическое богословие. Однако традиция различения таинств от других священнодействий церкви (монашеский постриг, отпевание, великое водоосвящение и пр.) имела место в позднейшем школьном богословии (это учение вошло в состав различных, изданных православными вероучительных книг).
Так, изъясняя 10-й член Символа веры («Исповедую едино крещение во оставление грехов»), имевший широкое хождение в России в XVIII и XIX веках катихизис под названием «Православное исповедание» (первоначальная редакция была написана под руководством Петра Могилы; первое полное издание на греческом в 1667 году) гласит:
Поелику он упоминает о Крещении, первом Таинстве, то дает нам случай рассмотреть седмь Таинств Церкви. Они суть следующие: Крещение, Миропомазание, Евхаристия, Покаяние, Священство, честный Брак и Елеосвящение. Сии седмь Таинств соответствуют седми дарам Духа Святаго. Ибо чрез сии Таинства Дух Святый изливает дары Свои и благодать на души тех, кои пользуются ими надлежащим образом. О сем предмете пространно рассуждает Патриарх Иеремия в книге, которую написал для обращения Лютеран.
Например, Иоанн Дамаскин говорил о двух таинствах, Дионисий Ареопагит, Феодор Студит — о шести, а митрополит Эфесский Иоасаф (XV) — о десяти, трое последних погребение и монашеский постриг считали таинствами. В отличие от Католичества, учение только о семи таинствах всей соборной полнотой Православной церкви никогда не утверждалось, по причине того, что отличие священнодействия от таинства никем не было никогда определено.

## Распространение
Православие распространено среди ряда народов на Балканах — греков, болгар, сербов, черногорцев, македонцев, румын и части албанцев; в восточной Европе — среди восточнославянских народов, грузин, гагаузов, молдаван, а также народов Леванта, наряду с русскими и кряшенами, среди ряда иных народов Российской Федерации: чувашей, марийцев, удмуртов, коми, карел, мордвы, якутов, части осетин и многих других (см. также в статье Православие в России).
Численность приверженцев точно установить невозможно, так как в ряде стран традиционного распространения православия государственные и церковные органы не ведут учёта членов Церкви. Численность верующих канонических православных церквей оценивается в 225 млн (2007 г.) и 227 млн (2013 г.). Вселенский Патриарх Варфоломей и другие источники дают оценку общей численности православных порядка 200—250 млн. Вместе с Древневосточными православными церквами число православных составляет 260 — 270 млн человек.
Наибольшее число православных проживает в России: около 40 % от численности всех православных (в том числе приверженцев древневосточных православных церквей) в мире. В современном мире к странам с большинством православного населения, по данным переписей и опросов, также можно отнести: Беларусь, Болгарию, Грецию, Грузию, Кипр, Македонию, Молдову, Румынию, Сербию, Украину, Черногорию. Православие также заметно присутствует в Боснии и Герцеговине, Эстонии, Латвии, Литве, Албании, Финляндии, и в Казахстане, Кыргызстане, Узбекистане, Туркменистане, на Алеутских островах американского штата Аляска. Кроме того, православие исповедует часть населения Ливана (8 % населения страны), Сирии, Иордании, Израиля.
Миграционные процессы в XX веке, а также православное миссионерство, повлекли становление православных общин и епархий в странах всех континентов за пределами традиционного распространения православия, в частности быстрому росту числа его приверженцев в США, где сосуществует множество православных юрисдикций. С конца XX века одной из зон сравнительно быстрого распространения православия становятся Африка южнее Сахары (см. Православие в Африке), а также Юго-Восточная Азия и Южная Корея.
По состоянию на 2010 год, количество православных в Австралии составляет 3,3 % населения страны, Австрии — 2,3 %, Испании — 2 %, Германии и Канаде — по 1,4 %, Великобритании — 0,9 %, США и Франции — по 0,6 %, Италии — 0,2 %. В 2011 году в Ирландии православие стало самой быстрорастущей религией, в основном, за счёт большого количества трудовых мигрантов из Восточной Европы.

### Официальный статус
- В Бельгии православие является одной из шести официальных религий, пятая по числу последователей после католичества, ислама, протестантизма и иудаизма.
- В Болгарии, согласно пункту 3 статьи 14 главы I Конституции Болгарии, «восточно-православное вероисповедание» является «традиционной религией».
- В Греции статья 3-я Конституции (1975 с позднейшими поправками): «Господствующей в Греции религией является религия Восточной Православной Церкви Христовой. Православная Церковь Греции, признающая своим главой Господа нашего Иисуса Христа, неразрывно вероучительно связана с Великой Церковью Константинополя и со всякой другой единоверной Церковью Христовой <…>»[54][55].
- В Грузии, согласно статье 9 главы I Конституции Грузии, «государство признаёт исключительную роль Грузинской православной церкви в истории Грузии и вместе с тем провозглашает полную свободу религиозных убеждений и вероисповедания, независимость церкви от государства».
- В России Федеральный закон от 26 сентября 1997 года № 125-ФЗ «О свободе совести и о религиозных объединениях», заменивший Закон РСФСР от 25 октября 1990 года № 267-I «О свободе вероисповеданий», в преамбуле содержит признание «особой роли православия в истории России»[56].
- В Румынии, светском государстве, законодательство признаёт «важную роль» Румынской православной церкви[57].
- В Финляндии православие, наряду с протестантизмом, является государственной религией. Отношения государства и Православной церкви Финляндии регулируются Законом о Православной Церкви.

#### Государственная религия в исторических государствах
Болгария
- Княжество Болгария — согласно Статье 37 Главы IX Конституции Княжества Болгарского[58].
- Царство Болгария — согласно Статье 37 Главы IX Конституции Царства Болгарского[59].

Дон
- Всевеликое Войско Донское — согласно Статье 10 Закона Всевеликого Войска Донского (4 мая 1918 года)[60]; Статье 43 Раздела IV Главы VIII Основных законов Всевеликого Войска Донского (15 сентября 1918 года)[61].

Россия
- Российская империя — согласно Статье 62 Главы 7 Раздела I Свода основных государственных законов Российской империи[62].

Румыния
- Объединённое княжество Валахии и Молдавии — согласно Статье 21 Раздела II Конституции Объединённого княжества Валахии и Молдавии[63].
- Королевство Румыния — согласно Статье 22 Раздела II Конституции Королевства Румыния (1923 года)[64]; Статье 19 Главы 2 Раздела II Конституции Королевства Румыния (1938 года)[65].

Украина
- Украинская держава — согласно Статье 9 Законов о временном государственном устройстве Украины[66].

## Православная церковь
Учение Православной церкви содержится в Священном предании, которое включает в себя кроме Священного Писания, определения Вселенских и некоторых поместных соборов, принятые всей Церковью, каноны (своды правил апостолов, Вселенских и некоторых поместных соборов), утверждённые Церковью литургические тексты, творения Отцов Церкви, жития святых, а также обычаи Церкви. При этом Предание, в понимании святоотеческой литературы, «есть жизнь Святого Духа в Церкви». Священное Писание для православных христиан является наиважнейшей формой Священного Предания.
Православная церковь составляется сообществом поместных церквей — автокефальных и автономных. Каждая автокефальная церковь полностью самостоятельна и независима в делах своего канонического и административного управления. Автономные церкви находятся в канонической зависимости от той или иной автокефальной (кириархальной) церкви.

### Поместные автокефальные и автономные церкви
Существующий порядок старшинства чести (официальная очерёдность в диптихе) поместных церквей возник после Великого церковного раскола: прежде признаваемое на Востоке за Римской кафедрой первое по чести место (primus inter pares) перешло престолу Патриархов Константинопольских. Во II тысячелетии н. э. возник ряд новых автокефальных церквей, идущих в диптихах после Иерусалимского патриархата. С 2022 года существует 14 общепризнанных автокефальных церквей и 3 церкви (Американская, Украинская и Македонская), чей автокефальный статус признаётся только некоторыми церквями.
| Диптих Московского патриархата | Диптих Константинопольского патриархата |
| --- | --- |
| Автокефальные церкви: | |
| 1. Антиохийская 2. Иерусалимская 3. Русская 4. Грузинская 5. Сербская 6. Румынская 7. Болгарская 8. Албанская 9. Польская 10. Чешских земель и Словакии 11. Православная церковь в Америке 12. Македонская | 1. Константинопольская 2. Александрийская 3. Антиохийская 4. Иерусалимская 5. Русская 6. Сербская 7. Румынская 8. Болгарская 9. Грузинская 10. Кипрская 11. Элладская (Греческая) 12. Польская 13. Албанская 14. Чешских земель и Словакии 15. Украины |
| Автономные церкви: | |
| 1. Синайская 2. Финляндская 3. Японская 4. Китайская | 1. Синайская 2. Финляндская 3. Эстонская (апостольская) 4. Охридская |

Православная церковь в Америке в автокефальном статусе признана Московским патриархатом и некоторыми другими автокефальными церквями, в основном — славянскими. Православная церковь Украины признана Константинопольским патриархатом, Элладской, Александрийской и Кипрской церквями. Македонская православная церковь (Охридская архиепископия) признана Московским патриархатом 25 августа 2022 года, а также другими церквями. Руководство Охридской архиепископии полагает, что полноценный статус автокефалии может быть получен ею только от Константинопольского патриархата — по состоянию на начало 2024 года Константинопольский патриархат не признал автокефальный статус Македонской православной церкви.
Пределы поместных церквей традиционно имеют тенденцию сообразовываться с границами национально-государственного размежевания, но определённой нормы в отношении данного вопроса нет. Так, Московский патриархат (РПЦ), исторически всегда имевший юрисдикцию в пределах Российского государства и Российской империи, после распада СССР в 1991 году простирает свою исключительную юрисдикцию на все страны бывшего СССР, кроме Грузии и Армении, а также некоторые иные страны, а также Китай, Монголию и Японию. Однако, в 1943 году решение Синода РПЦ о восстановлении «молитвенного и евхаристического общения между обеими автокефальными Церквами-Сестрами, Русской и Грузинской» (признание автокефалии Грузинской церкви, односторонне провозглашённой в 1917 году) обосновывалось ссылкой на 17-е правило Халкидонского собора с разъяснением, что, «по церковным правилам (Всел. IV, 17 и др.), церковные границы должны следовать за государственными».
На основании некоторых канонических положений (Правила 9-е, 17-е и 28-е Четвёртого Вселенского собора, 34-е Правило Святых апостолов) Константинопольский патриархат с 1920-х годов полагает, что вся православная «диаспора» должна находиться в его окормлении (церковной юрисдикции), а православные общины на территориях, вышедших из-под гражданско-политической юрисдикции государств (то есть ставшие суверенными государствами), имеют право на организацию в составе автономной церкви под её верховной юрисдикцией. Так, на основании, в частности, указанных канонов Константинопольский патриархат в феврале 1996 года совершил «Патриаршее и Синодальное Деяние o возобновлении Патриаршего и Синодального Томоса 1923 года касательно Православной Эстонской Митрополии», которое, в частности, гласило: «проявив осторожное поведение и предусмотрев всё необходимое, в соответствии с канонической традицией с незапамятных времён, когда Святейший Вселенский Престол получил право изменять и обеспечивать устройство Церквей и существо дел в соответствии с потребностями времени и благостоянием всего сонма, всегда стремясь к согласному и благоприятному образу и правлению местного и вселенского, снова провозглашаем восстановление Патриаршего и Синодального Томоса 1923 года в отношении Православной Эстонской Митрополии во всех его деталях». Эпиграфом к указанному Деянию было изречение Патриарха Фотия: «Это обычное дело — менять границы Церкви, когда меняются политические образования и правительства» (см. также Варфоломей и Русская Православная Церковь и в статье Русская Православная Церковь при Патриархе Алексии II). Официальный представитель Московской патриархии в августе 2008 года заявил: «Политические решения не определяют вопросы о церковных юрисдикциях и сферах пастырской ответственности. Эти вопросы должны решаться на каноническом поле в ходе диалога между двумя Церквами».
В начале 2008 года юрисдикционный конфликт между Московским и Константинопольским патриархатами возник вокруг территории Китайской Народной Республики вследствие реорганизации Константинопольским патриархатом своей Гонконгской митрополии с включением в её состав территории Китайской Народной Республики, что Священный синод Русской православной церкви на своём заседании 15 апреля 2008 года расценил как «посягательство на права Китайской автономной православной церкви», которая де-факто ныне не существует, но исторически рассматривается Московским патриархатом как находящаяся в её канонической юрисдикции. Выступая 26 июля 2008 года перед собравшимися представителями различных (канонической и неканонических) украинских юрисдикций в Киеве, в рамках торжеств в связи с 1020-летием «Крещения Киевской Руси» Вселенский патриарх Варфоломей I отметил, что уступка Киевской митрополии Московскому патриархату в 1687 году была обусловлена «аннексией» Украины Московским Царством.
Ряд церквей (в частности, Константинопольский, Антиохийский, Московский, Грузинский, Сербский, Румынский и Болгарский патриархаты) имеют епархии и приходы вне территории своей основной юрисдикции — в так называемой «диаспоре»; другие же церкви (Александрийская, Иерусалимская, Кипрская, Элладская) таких структур не имеют. Практика распространения юрисдикции на этническую диаспору создаёт ситуацию, при которой «нарушается принцип канонических территорий и вмешательство одной поместной Церкви в дела другой становится неизбежно».
По вопросу о порядке дарования автокефалии также не существует ясно сформулированных общепризнанных норм, что порождает конфликтные ситуации как между самопровозглашёнными автокефалиями и их кириархальной церковью, так и между Константинопольским патриархатом и Московским патриархатом, который настаивает на праве всякой автокефальной церкви самостоятельно даровать автокефалию своей части. В Констатинопольском патриархате придерживаются мнения, что подтверждение автокефального статуса поместной церкви есть прерогатива вселенского собора (а в их отсутствие — константинопольского патриаршего престола), и рассматривают все позднейшие автокефалии (после 787 года) как подлежащие утверждению таковым.
С сентября 1961 года, когда состоялось I Родосское Всеправославное совещание, с перерывами, ведётся практическая подготовка Всеправославного собора, который бы разрешил ряд общецерковных вопросов и проблем. Запланированный и подготовленный всеми Церквами под председательством Вселенского Патриарха Святой и Великий Собор, состоявшийся в июне 2016 года на Крите, бойкотировался рядом поместных Церквей и не рассматривал спорные вопросы, как то календарь, диптихи, порядок провозглашения автокефалии, которые ранее предусматривалось разрешить.
После 1991 года, несмотря на численный рост и возрастание влияния внутри России, Московский патриархат в плане мирового влияния стал уступать лидирующие позиции Константинополю, поддерживаемому Соединёнными Штатами Америки. Так, когда 9 октября 2007 года делегация Московского патриархата покинула заседание Смешанной комиссии по православно-католическому диалогу в Равенне ни одна из делегаций других православных церквей не последовала этому примеру, поддержав линию Константинопольской церкви. Ослабление влияния Московского патриархата происходит также и на территории бывшего СССР (без Грузии и Армении), которую он, как и территории Японии, КНР и Монголии, считает своей «канонической территорией».
Предпринятые в начале 2000-х годов попытки Московского патриархата подчинить своей юрисдикции приходы Западноевропейского экзархата во Франции, а также предотвратить переход в Экзархат (в составе Константинопольского патриархата) значительной части приходов Сурожской епархии закончились неудачей. Однако впоследствии, в 2018–2020 годов во время церковного кризиса и конфликта с РПЦ по Украине, Константинопольская церковь упразднила Экзархат, и значительная часть клира и мирян перешли в подчинение РПЦ.

### Старообрядческие церкви
Церкви русской традиции, отвергшие реформу Патриарха Никона (XVII век) и не имеющие евхаристического общения со всемирным сообществом поместных православных церквей. После признания Поместным собором Московского патриархата в 1971 году «не бывшими» «клятв» Большого московского собора 1666 года на дореформенные русские обряды и придерживающихся их, церковное общение восстановлено не было. Русская православная церковь (Московский патриархат) не признаёт действительность епископата Русской православной старообрядческой церкви (Белокриницкого согласия).
Вместе с тем часть старообрядцев присоединилась к РПЦ на началах единоверия, начиная с утверждения Правил единоверия митрополитом Платоном в 1800 году.

#### Поповство
Поповство — течения, имеющие священство и хиротоническую преемственность, но не признанные вселенским православием. К ним относятся:
- Русская православная старообрядческая церковь (Белокриницкая иерархия);
- Русская древлеправославная церковь (Беглопоповское согласие).

#### Беспоповство
Беспоповство — течения, считающие, что хиротоническая преемственность пресеклась со смертью последнего епископа, не признавшего реформу патриарха Никона. К ним относятся:
- Древлеправославная поморская церковь;
- федосеевцы (Древлеправославная старопоморская церковь федосеевского согласия);
- филипповцы;
- староспасовцы;
- новоспасовцы.

### Истинно-православные церкви
Истинно-православные церкви (ИПЦ) — ряд объединений, неканонических с точки зрения церквей мирового, или вселенского православия, но претендующих на то, что именно они сохраняют традицию истинного православия (отсюда именование), и по этой причине противопоставляющих себя поместным православным церквям. ИПЦ не находятся в евхаристическом общении с мировым православием и, что нередко, между собой. Возникли в Греции и России в ходе церковных расколов 1920-х годов. Основным своим вероучительным отличием от церквей вселенского православия ИПЦ в настоящее время объявляют неприятие экуменических контактов в тех формах, в которых они практикуются в официальных церквах.
По численности приверженцев значительно уступают поместным церквам вселенского православия. Так, по числу приходов поместная православная церковь в РФ (РПЦ) превосходит наиболее крупные организации из числа российских ИПЦ — Русскую истинно-православную церковь и ИПЦ(Р), более чем на 2 порядка — 30 142, 200 (по сведениям самой РИПЦ на 2008 год) и 150 приходов соответственно.

#### Старостильные церкви (старостильники)
Старостильные церкви — название, объединяющее «истинно-православные» церкви в Греции, Румынии, Болгарии, Южной Осетии, Финляндии и на Кипре, не имеющие евхаристического общения с поместными православными церквями.
Своё название эти церкви получили в связи с тем, что первоначальной причиной разделения стал переход многих поместных церквей на новоюлианский календарь; отделившиеся епископы и приходы сохранили у себя употребление юлианского календаря («старый стиль»).
Название «старостильные церкви» закрепилось только за этими церквами и не используется для описания как поместных церквей в России, Сербии и Грузии, так и российских ИПЦ, использующих юлианский календарь.

### Автокефалии, стремящиеся к легитимизации со стороны Вселенского православия
Ряд религиозных объединений православной традиции именуют себя автокефальными православными церквями, но не признаны в таковом качестве ни одной поместной церковью Вселенского православия. Среди них такие церкви, как:
- Белорусская автокефальная православная церковь;
- Черногорская православная церковь;
- Украинская православная церковь (Киевский патриархат)[комм 3];
- Абхазская православная церковь;
- Турецкая православная церковь.

С точки зрения сторонников Вселенского православия, все эти церкви представляют собой неканонические структуры. В отличие от ИПЦ, они признают каноничность Вселенского православия, не предъявляют к нему вероисповедных претензий и стремятся получить от него автокефалию.

## Возможность спасения инославных, еретиков и раскольников
Православное исповедание никогда не обозначало границ спасения, но лишь указывает пути спасения в ограде православных церквей.
Позиция Русской православной церкви обозначена Юбилейным Архиерейским Собором РПЦ МП 2000 года, в документе «Основные принципы отношения к инославию»:

1.1. Православная Церковь есть истинная Церковь Христова<…>.

1.15. Православная Церковь устами святых отцов утверждает, что спасение может быть обретено лишь в Церкви Христовой. Но в то же время общины, отпавшие от единства с Православием, никогда не рассматривались как полностью лишенные благодати Божией. Разрыв церковного общения неизбежно приводит к повреждению благодатной жизни, но не всегда к полному её исчезновению в отделившихся общинах…

1.16. Церковное положение отделившихся не поддается однозначному определению…

1.17. …Православная Церковь не выносит суда о мере сохранности или поврежденности благодатной жизни в инославии, считая это тайной Промысла и суда Божия.

2.4. Православная Церковь не может принять тезис о том, что, несмотря на исторические разделения, принципиальное, глубинное единство христиан якобы нарушено не было и что Церковь должна пониматься совпадающей со всем «христианским миром».
— «Основные принципы отношения к инославию».
Различные юрисдикции (ИПЦ, различные Старообрядческие Православные церкви и согласия, Старостильные церкви и др.), не входящие в систему Вселенского православия, могут иметь различные точки зрения на возможность спасения как инославных, так и православных из иных православных церквей.

## Отношение к современной Римско-католической церкви
В православии отсутствует единая точка зрения, считать ли «латинян» еретиками, исказившими Символ веры путём самовольного позднейшего добавления филиокве, или схизматиками, отколовшимися от Единой соборной апостольской церкви.
Православные единодушно отвергают догмат о непогрешимости папы в вопросах вероучения и его притязания на главенство над всеми христианами — по крайней мере, в той интерпретации, которая принята в современной Римской церкви. Православная церковь не приемлет ряд иных догматических положений Римско-католической церкви: филиокве, догмат о непорочном зачатии Девы Марии, учение о чистилище, догмат о телесном вознесении Божией Матери. Православие приветствует симфонию духовной и светской властей (см. статью Цезаропапизм); Римская церковь ещё со времён раннего Средневековья выступает за полный церковный иммунитет и в лице своего первосвященника обладает суверенной светской властью (см. в статье Папство).
В декабре 1965 года Вселенским патриархом Афинагором и папой римским Павлом VI и их Синодами были сняты взаимные анафемы 1054 года и подписана Совместная декларация; «жест справедливости и взаимного прощения» (Совместная декларация, 5) не привёл к преодолению разделения (восстановлению евхаристического общения).
С мая 1980 года время от времени проходят встречи Смешанной богословской православно-римско-католической комиссии по диалогу между Поместными православными церквями и Римско-католической церковью. Председатель отдела внешних церковных связей Московского патриархата митрополит Иларион (Алфеев) заявил, что «вступая в диалог, православная церковь отказалась от употребления термина „ересь“ в отношении католичества», пояснив, что мораторий на употребление данного термина на время работы богословской комиссии по православно-католическому диалогу вовсе не значит, что с повестки дня снят сам термин «ересь» или сняты те разногласия, которые существуют между православными и католиками. Патриарх Московский и всея Руси Кирилл при выступлении на Поместном соборе  Русской православной церкви 2009 года подчёркнуто и во всеуслышание употребил термин «католическая ересь», а во время проповеди в Тутаеве 11 сентября 2010 года идею унии с Католической церковью назвал «еретическим отступлением от истин православной веры».